# Rafael Cadenas

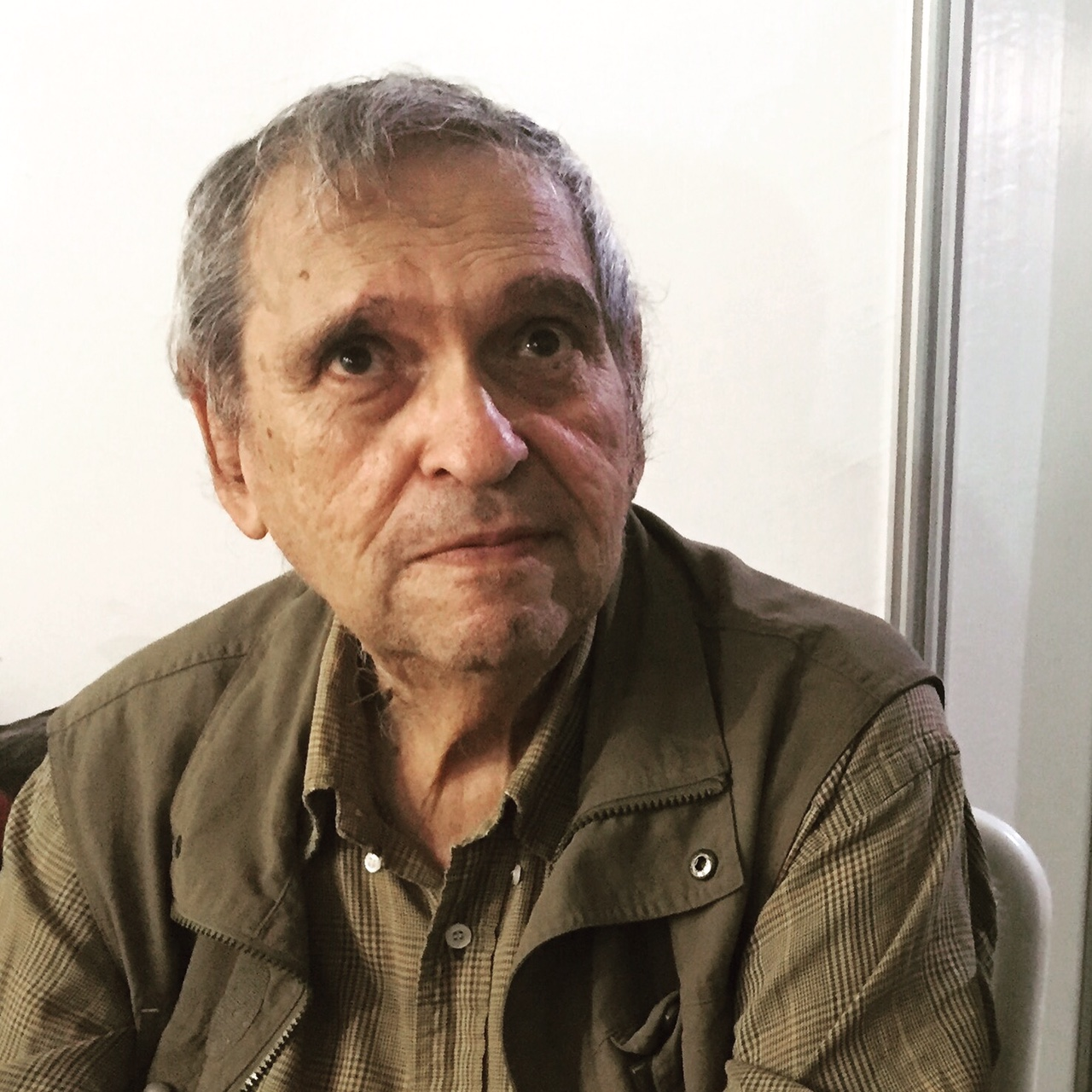
Rafael Cadenas (2016)

Rafael Cadenas (* 8. April 1930 in Barquisimeto) ist ein venezolanischer Lyriker, Essayist und Übersetzer.
Cadenas veröffentlichte 1946 seinen ersten Lyrikband Cantos iniciales. Nach dem Militärputsch von Marcos Pérez Jiménez ging er von 1952 bis 1956 ins Exil nach Trinidad. Die dort gemachten Erfahrungen schlugen sich 1958 und 1960 in seinen Büchern Una Isla und Los cuadernos del destierro nieder.
In den folgenden Jahren erschienen neben Gedichtbänden mehrere essayistische Schriften zur Literatur. 1985 wurde er mit dem Premio Nacional de Literatura ausgezeichnet. 1992 erhielt er den Premio Pérez Bonalde. 2007 war er Teilnehmer des IV. Festivals Lateinamerikanischer Poesie in Wien. 2009 bekam er den mexikanischen FIL-Preis. Im Jahr 2015 erhielt er dazu den García Lorca Preis. Im Jahr 2018 folgte der Premio Reina Sofía und 2022 der Premio Cervantes.
Seine Werke sind ins Englische, Französische und Finnische übersetzt worden. Auf Deutsch liegt eine Auswahl seiner Gedichte unter dem Titel Klagelieder im Gepäck vor.

## Biografie
Cadenas wurde 1930 in Barquisimeto geboren, wo er auch seine erste Gedichtsammlung mit einem Vorwort des bekannten venezolanischen Schriftstellers Salvador Garmendia veröffentlichte. Er war lange Zeit Kommunist, weswegen er während der Diktatur von Marcos Pérez auch ins Gefängnis kam und dann ins Exil musste. Er lebte auf Trinidad und kehrte 1957 nach Venezuela zurück. 1958 veröffentlichte Cadenas in Caracas sein Buch Una isla und zwei Jahre später Los cuadernos del destierro. Während dieser Jahre war er Mitglied der politischen und literarischen Gruppe «Tabla redonda», zusammen mit Manuel Caballero, Jesús Sanoja Hernández, Jacobo Borges und anderen. Im Laufe der Jahre distanzierte er sich vom Kommunismus. In den letzten Jahren zeigte er sich kritisch gegenüber den Regierungen von Hugo Chávez und Nicolás Maduro. Als man ihn mit dem Cervantes-Preis auszeichnete, wurde er von der Regierung ignoriert.
Er arbeitete jahrelang an der Universidad Central de Venezuela und ist seit langem emeritiert.

## Lyrische Werke (Auswahl)
- Cantos iniciales, 1946
- Una Isla, 1958
- Los Cuadernos del Destierro, 1960
- Falsas Maniobras, 1966
- Memorial, 1977
- Intemperie, 1977
- Amante, 1983
- Anotaciones, 1983
- Dichos, 1992
- Gestiones, 1992

## Essayistische Werke
- Literatura y vida, 1972
- Realidad y literatura, 1979
- Apuntes sobre San Juan de la Cruz y la mística, 1977
- La barbarie civilizada, 1981
- Reflexiones sobre la ciudad moderna, 1983
- En torno al lenguaje, 1984
- Sobre la enseñanza de la literatura en la Educación Media, 1998

## Übersetzung ins Deutsche
- Rafael Cadenas: Klagelieder im Gepäck. Gedichte, übersetzt von Geraldine Gutiérrez-Wienken und Marcus Roloff. parasitenpresse, Köln 2018, ISBN 978-3-947676-18-7.